# LAX (álbum)
LAX é o terceiro álbum do rapper Game
Durante a gravação do álbum, ele frequentemente declarou que ele se aposentará após a liberação do álbum, mas ele afirmou recentemente que ele será lançando um álbum no final 2009.

## Recepção
Em 31 de dezembro de 2007, The Game anunciou na festa De Nas a 'New Year's Eve do título e data de lançamento do álbum. O título do álbum foi originalmente "The DOC", mas foi mudado para "LAX". Foi relatado perto de meados de março, que The Game havia sido libertado da prisão. Seu empresário declarou posteriormente que ele ainda não tinha sido, mas era esperado para ser lançado em tempo para promover o álbum. Ele foi libertado depois de cumprir oito dias, e voltou a trabalhar com Cool & Dre.
O álbum foi adiado para 24 de junho, que teria o álbum em concorrência com o segundo álbum G-Unit, mas mais tarde foi alterada para 8 de julho, com a Interscope movido ambos os álbuns. Em 8 de junho, foi anunciado que LAX seria adiado uma semana depois, a 15 de julho, a mesma data de lançamento como Nas "Untitled. LAX então tinha sido adiado mais uma semana a 22 de julho e, finalmente, a 26 de agosto.
Em 1 de maio, The Game Power 106 disse que "Big Dreams", pode não estar no álbum
The Game apareceu no 106 & Park em 16 de maio, onde ele confirmou LAX pode ser o último álbum de estúdio, ele registra, como ele tem a intenção de promover a sua gravadora, Black Wall Street.
No entanto, em uma entrevista posterior, The Game disse que ele pode lançar um quarto álbum intitulado "DOC" ou "Diary of Compton", mas apenas se ele pode receber a ajuda de produção de Dr. Dre, MC Ren, King Tee, DJ Yella, Ice Cube e DJ Quik.No entanto, ele disse recentemente que "DOC" não será que sai e que LAX é definitivamente o seu último álbum
Em 28 de julho de 2008, The Game disse J hífen e J. Moore, do Sunday Night Sound Sessions que o álbum ficou pronto ea data de lançamento oficial foi 26 de agosto. Ele disse que o álbum ia ser 16 faixas longas e ele iria vazar a versão limpa duas semanas antes do lançamento oficial. The Game mencionou que ele gravou mais de 220 faixas para o álbum.
Em 6 de agosto de 2008 iTunes revelou algumas informações sobre o álbum através do iTunes Store. Eles confirmaram a Toomp DJ produziu a faixa "House of Pain" seria o único quarto. Eles também revelaram que a edição padrão teria catorze faixas com uma faixa bônus ea edição "deluxe" terá 18 faixas e uma faixa bônus.
Em 10 de agosto de 2008 The Game disse Friday Night Flavas que estaria largando duas mixtapes, "Superman", com todas as faixas originais, que não aparecem no álbum, em uma semana e meia e "You Know What It Is vol. 5 "depois do álbum. Ele também culpou DJ Haze para o vazamento da faixa Just Blaze produziu "Superman".

## Produção
The Game inicialmente tinha anunciado que o Dr. Dre estaria na produção do álbum. Nu Jerzey confirmou mais tarde como um produtor Dr. Dre, entre outros, tais como Scott Storch, e Cool & Dre. Nu Jerzey Devil também confirmou mais tarde Dr. Dre como produtor, entre outros, tais como Scott Storch e Cool & Dre. Em 1 de maio, The Game Power 106 disse que na época em que havia trabalhado com o Just Blaze, Kanye West, Cool & Dre, Scott Storch, Timbaland, Knobody, Ervin "EP" Papa, Jelly Roll & Tre Beats. Em uma festa ouvir em 23 de junho, foi mencionado que o Trackmasters estavam na parte da produção do álbum.

## Participações
Nu Jerzey Diabo afirmou que Lil Wayne seria partipação no álbum. Foi mais tarde confirmaram que Akon, André 3000, Busta Rhymes, Chris Brown, Chrisette Michele, Ice Cube, Keyshia Cole, DMX, Ludacris, Snoop Dogg, Marsha Ambrosius, Mary J. Blige, Nas, Ne-Yo, Raekwon, Raheem DeVaughn, Fabolous, e Robin Thicke estavam todos para fazer participação no álbum.
Embora os confirmados sejam Travis Barker, Bilal, Keyshia Cole, Common, Raheem DeVaughn, DMX, Ice Cube, Lil Wayne, Ludacris, Chrisette Michele, Nas, Ne-Yo, Raekwon, LaToya e Williams foram.

## Vendas
O álbum, que recebeu comentários favoráveis da crítica, estreou no n º 2 na Billboard 200, com 238.000 cópias vendidas.
O álbum já vendeu 850 Mil Cópias nos Estados Unidos e 1 Milhão de Cópias no mundo

## Lista de faixas
| N.º | Título                                          | Produtor                | Duração |  |
| 1.  | "Intro" (Feat. DMX)                             | Ervin EP Pope           | 1:20    |  |
| 2.  | "LAX Files"                                     | J.R. Rotem              | 3:59    |  |
| 3.  | "State of Emergency" (Feat. Ice Cube)           | J.R. Rotem              | 3:38    |  |
| 4.  | "Bulletproof Diaries" (Feat. Raekwon))          | Jelly Roll              | 4:52    |  |
| 5.  | "My Life (álbum de Game)" (Feat. Lil Wayne)     | Polow da Don            | 5:20    |  |
| 6.  | "Money"                                         | Cool & Dre              | 5:13    |  |
| 7.  | "Cali Sunshine" (Feat. Bilal & Rich Boy)        | Nottz                   | 0:43    |  |
| 8.  | "Ya Heard" (Feat. Ludacris)                     | Nottz                   | 1:50    |  |
| 9.  | "Hard Liquor (Interlude)"                       | Ervin "EP" Pope         | 4:32    |  |
| 10. | "House of Pain"                                 | DJ Toomp                | 3:39    |  |
| 11. | "Gentleman's Affair" (Feat. Ne-Yo)              | J.R. Rotem              | 4:39    |  |
| 12. | "Let Us Live" (Feat. Chrisette Michele)         | Scott Storch            | 3:59    |  |
| 13. | "Touchdown" (feat. Raheem DeVaughn)             | 1500 or Nothin'         | 4:28    |  |
| 14. | "Angel" (Feat. Common)                          | Kanye West              | 4:40    |  |
| 15. | "Never Can Say Goodbye" (Feat. Latoya Williams) | Ervin EP Pope           | 4:21    |  |
| 16. | "Dope Boys" (Feat. Travis Barker)               | 1500 or Nothin'         | 4:21    |  |
| 17. | "Game's Pain" (Feat. Keyshia Cole)              | Knobody & Dahoud Darien | 4:21    |  |
| 18. | "Letter To The King" (feat. Nas)                | Hi-Tek                  | 5:45    |  |
| 19. | "Outro" (Feat. DMX)                             | Ervin "EP" Pope         | 1:28    |  |

| Edição Limitada— Disco bônus |                              |              |         |  |
| N.º                          | Título                       | Produtor(es) | Duração |  |
| 1.                           | "Big Dreams"                 | Cool & Dre   | 4:49    |  |
| 2.                           | "Camera Phone" (feat. Ne-Yo) | Cool & Dre   | 4:29    |  |
| 3.                           | "Nice" (feat. Nice)          | Irv Gotti    | 4:40    |  |
| 4.                           | "Spanglish"                  | Tre Beatz    | 4:14    |  |
| 5.                           | "Ain't Fuckin' With You"     | Trackmasters | 3:37    |  |

## Singles e gráfico de posições
| Ano  | Canção         | Gráfico de posições | Gráfico de posições | Gráfico de posições | Gráfico de posições | Gráfico de posições | Gráfico de posições |
| Ano  | Canção         | U.S. Hot 100        | U.S. R&B            | Hot Rap Singles     | UK                  | GER                 | AUS                 |
| 2008 | "Game's Pain"  | #75                 | #20                 | #9                  | #                   | #                   | #                   |
| 2008 | "Dope Boys"    | #                   | #111                | #                   | #                   | #                   | #                   |
| 2008 | "My Life"      | #21                 | #15                 | #4                  | #34                 | #                   | #                   |
| 2008 | "Camera Phone" | #                   | #                   | #                   | #48                 | #                   | #                   |

## Desempenho nas paradas
| Paradas (2008)                                           | Melhor posição |
| -------------------------------------------------------- | -------------- |
| Alemanha - MediaControl - Parada de Álbuns               | 33             |
| Austrália - ARIA - Parada de Álbuns                      | 12             |
| Áustria - Parada de Álbuns                               | 29             |
| Bélgica Ultratop - Álbuns                                | 22             |
| Billboard Europa - Top 100 Álbuns                        | 14             |
| Canadá - Parada de Álbuns                                | 2              |
| Dinamarca - Parada de Álbuns                             | 18             |
| EUA - Billboard 200                                      | 2              |
| França - Parada de Álbuns                                | 19             |
| Holanda - Parada de Álbuns                               | 11             |
| Itália - Parada de Álbuns                                | 33             |
| Noruega - Parada de Álbuns                               | 2              |
| Nova Zelândia - RIANZ - Parada de Álbuns                 | 11             |
| Reino Unido - UK Albums Chart                            | 9              |
| Suécia - Parada de Álbuns                                | 3              |
| Suíça - Parada de Álbuns                                 | 8              |
| U.S. Billboard Top R&B/Hip-Hop Albums - Parada de Álbuns | 1              |
| U.S. Billboard Top Rap Albums - Parada de Álbuns         | 1              |
| Reino Unido R&B Chart - Parada de Álbuns                 | 1              |